# Isanophis boonsongi
Isanophis boonsongi is een geslacht van slangen uit de familie toornslangachtigen en de onderfamilie waterslangen (Natricinae).

## Naam en indeling
De wetenschappelijke naam van de soort werd voor het eerst voorgesteld door Edward Harrison Taylor en Robert E. Elbel in 1958. Oorspronkelijk werd de wetenschappelijke naam Parahelicops boonsongi gebruikt en onder deze naam is de slang in veel literatuur bekend. De slang werd later aan het geslacht Opisthotropis toegekend. Het is tegenwoordig de enige soort uit het monotypische geslacht Isanophis. Dit geslacht werd beschreven door Patrick David, Olivier Sylvain Gérard Pauwels, Nguyen Quang Truong en Gernot Vogel in 2015.
De wetenschappelijke geslachtsnaam Isanophis betekent vrij vertaald 'slang uit Isan'; Isan = de lokale naam voor noordelijk Thailand (Isaan) en ophis = slang. De soortaanduiding boonsongi is een eerbetoon aan de Thaise zoöloog Boonsong Lekagul (1907 – 1992).

## Uiterlijke kenmerken
De slang bereikt een totale lichaamslengte van ongeveer 64 centimeter, het lichaam is lastig te onderscheiden van de kop door het ontbreken van een duidelijke insnoering. De ogen zijn relatief groot en hebben een ronde pupil. De neusgaten zijn aan de bovenzijde van de kop gepositioneerd, wat duidt op de waterminnende levenswijze. Aan de bovenzijde van het lichaam zijn zeventien tot negentien schubbenrijen in de lengte aanwezig, deze schubben zijn sterk gekield. Aan de buikzijde zijn 141 buikschubben gelegen, het aantal gepaarde schubben aan de onderzijde van de staart is altijd groter dan 33. De lichaamskleur is grijs groen, de flanken hebben een lichtere kleur.

## Levenswijze
De slang is 's nachts actief en is een bewoner van zoet water zoals meren en rivieren. Over de levenswijze is weinig bekend, deze slang is slechts bekend van drie exemplaren.

## Verspreiding en habitat
De soort komt voor in delen van Azië en leeft endemisch in noordoostelijk Thailand. De habitat bestaat uit vochtige tropische en subtropische laaglandbossen.

## Beschermingsstatus
Door de internationale natuurbeschermingsorganisatie IUCN is de beschermingsstatus 'onzeker' toegewezen (Data Deficient of DD).
Adelophis ·
Afronatrix · 
Amphiesma · 
Amphiesmoides · 
Anoplohydrus · 
Aspidura ·
Atretium ·
Blythia ·
Clonophis · 
Fowlea ·
Haldea · 
Hebius ·
Helophis · 
Herpetoreas ·
Hydrablabes ·
Hydraethiops ·
Iguanognathus · 
Isanophis · 
Limnophis · 
Liodytes ·
Natriciteres ·
Natrix ·
Nerodia ·
Opisthotropis ·
Paratapinophis · 
Pseudagkistrodon · 
Regina ·
Rhabdophis ·
Rhabdops ·
Smithophis ·
Storeria ·
Thamnophis ·
Trachischium ·
Trimerodytes ·
Tropidoclonion · 
Tropidonophis ·
Virginia · 
Xenochrophis